# Eber Moas
Éber Alejandro Moas Silveira (Montevidéu, 21 de março de 1969) é um ex-futebolista uruguaio, que atuava como defensor.

## Carreira
Defendeu a Seleção Uruguaia entre 1998 e 1997, tendo disputado três edições da Copa América.
Por clubes, atuou por Danubio, Independiente, América de Cali, Monterrey e Racing Montevideo.
Moas encerrou a carreira em 2007, aos 38 anos, tendo disputado uma partida pelo Rentistas.

## Títulos
Seleção do Uruguai
- Copa América: 1995